# Clematis pseudopogonandra
Clematis pseudopogonandra är en ranunkelväxtart som beskrevs av Achille Eugène Finet och Gagnep.. Clematis pseudopogonandra ingår i släktet klematisar, och familjen ranunkelväxter. Inga underarter finns listade i Catalogue of Life.